# NGC 1889
NGC 1889 ist eine elliptische Galaxie vom Hubble-Typ E im Sternbild Hase. Sie ist schätzungsweise 105 Millionen Lichtjahre von der Milchstraße entfernt und hat einen Durchmesser von etwa 20.000 Lichtjahren. Gemeinsam mit NGC 1888 bildet sie das wechselwirkende Galaxienpaar Arp 123. 
Halton Arp gliederte seinen Katalog ungewöhnlicher Galaxien nach rein morphologischen Kriterien in Gruppen. Diese Galaxie gehört zu der Klasse Elliptischer Galaxien nahe bei Spiralgalaxien und diese störend (Arp-Katalog).
Das Objekt wurde am 29. Oktober 1851 von Bindon Blood Stoney entdeckt.